# 圣韦尔
圣韦尔（法語：Saint-Vert，法語發音：[sɛ̃ vɛʁ]）是法国上卢瓦尔省的一个市镇，位于该省北部偏西，属于布里尤德区。

## 地理
圣韦尔（45°22'18"N, 3°31'55"E）面积20.67 平方千米，位于法国奥弗涅-罗讷-阿尔卑斯大区上盧瓦爾省，该省份为法国中南部省份，北起多姆山省和卢瓦尔省，西接康塔爾省，南至洛泽尔省，东临阿尔代什省。
与圣韦尔接壤的市镇（或旧市镇、城区）包括：旧尚帕尼亚克、沙西尼奥勒、杜隆河畔拉瓦勒、多朗日、法耶-罗奈。
圣韦尔的时区为UTC+01:00、UTC+02:00（夏令时）。

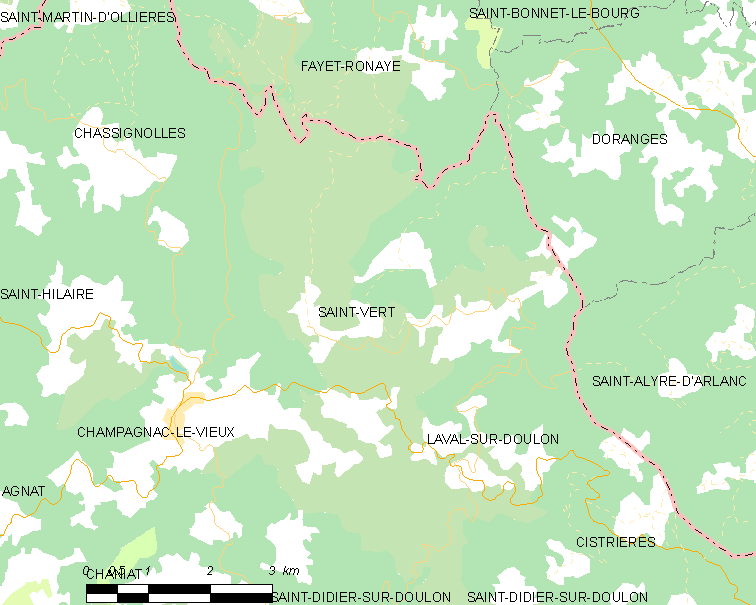
圣韦尔的OSM定位图

## 行政
圣韦尔的邮政编码为43440，INSEE市镇编码为43226。

## 政治
圣韦尔所属的省级选区为圣弗洛里娜县。

## 交通
上卢瓦尔省省道D123线和D588线在境内交汇。

## 人口

1962-2008年间圣韦尔人口变化图示

圣韦尔于2022年1月1日时的人口数量为108人。